# Hamzah Haz
Hamzah Haz (Ketapang, 15 febbraio 1940 – Giacarta, 24 luglio 2024) è stato un politico indonesiano.

## Biografia
Membro del Consiglio di rappresentanza del popolo (DPR), divenne vicepresidente dell'Indonesia sotto Megawati Sukarnoputri. Presiedette il Partito per l'Unità e lo Sviluppo (PPP) dal 1998 al 2007 e fu il candidato del partito alle elezioni presidenziali indonesiane del 2004.
Hamzah Haz morì a Giacarta il 24 luglio 2024 all'età di 84 anni.